# Petrus Johannes Olivi
Petrus Johannes Olivi (ook Petrus Joannis Olivi, Petrus Provenzalis) (Frans: Pierre de Jean Olivi) (Sérignan, 1247/1248 - Narbonne, 14 maart 1298) was een franciscaan die streng leefde en in hoog aanzien stond bij zijn volgelingen. Hij staat bekend als een zelfstandig en kritisch denker. De Spiritualen beriepen zich op hem, ofschoon hij in voorname punten van hen afweek. Hun tegenstanders trachtten de veroordeling van zijn leer te bewerken. Het concilie van Vienne (1311-1312) veroordeelde op verscheidene punten zijn visies. In de vraag over de Onbevlekte Ontvangenis van Maria week hij af van de mening van de franciscanen.
In de school van de 13e-eeuwse scholastiek komt hij naast Thomas van Aquino, Johannes Duns Scotus en Hendrik van Gent te staan. Door het verbod om zijn werken te publiceren is hij minder bekend dan zijn tijdgenoten.

## Werkdomeinen
Hij was actief in de volgende werkdomeinen:
- definitie van het moderne begrip 'kapitaal', justifiëring van de legitimiteit van investeringen en intresten.
- De notie van 'vrije wil'.
- Bewijsvoering dat Jezus Christus nog leefde toen hij zijn laatste verwonding kreeg
- Herdenken van het begrip 'impetus', waarmee hij een essentieel principe van de dynamica van Aristoteles in vraag stelt.
- Eind jaren 1270 lanceerde hij de controverse of het letterlijke begrip 'armoede' (in de zin van het zéér beperkt gebruik van verbruiksgoederen) deel uitmaakt van de regel van en de gelofte aan Sint-Franciscus. Dit lokte heftige reacties uit binnen de gemeenschap van Franciscanen en gaf aanleiding tot de vorming van de Spiritualen.

## Biografie
Op twaalfjarige leeftijd treedt hij in bij de Franciscanen van Béziers. Hij studeert aan de Parijse universiteit tussen 1267 en 1272, ten tijde van de intellectuele opwinding als gevolg van de herontdekking van het werk van Aristoteles en door de aanwezigheid van Thomas van Aquino en Bonaventura.
Terug in de Languedoc, geeft hij zeker les in de kloosters van Narbonne en Montpellier. Het is in deze laatste stad dat zijn orde zich tegen hem begint te keren door een twintigtal stellingen van hem als ketters te bestempelen; hij krijgt in 1283 gedurende vier jaren lesverbod. Hij wordt echter gerehabiliteerd in 1287 door de nieuwe minister generalis Matteo di Aquasparta (1240-1302) en wordt benoemd als lector in het klooster Santa Croce te Firenze. In 1289 keert hij terug naar Montpellier , en even later naar Narbonne, waar hij blijft lesgeven tot zijn dood.

## Werken
- Summa op Petrus Lombardus' Libri IV Sententiarum,
- Quodlibeta (1289–95)
- Vraagstukken over evangelische perfectie